# Tor André Johnsen

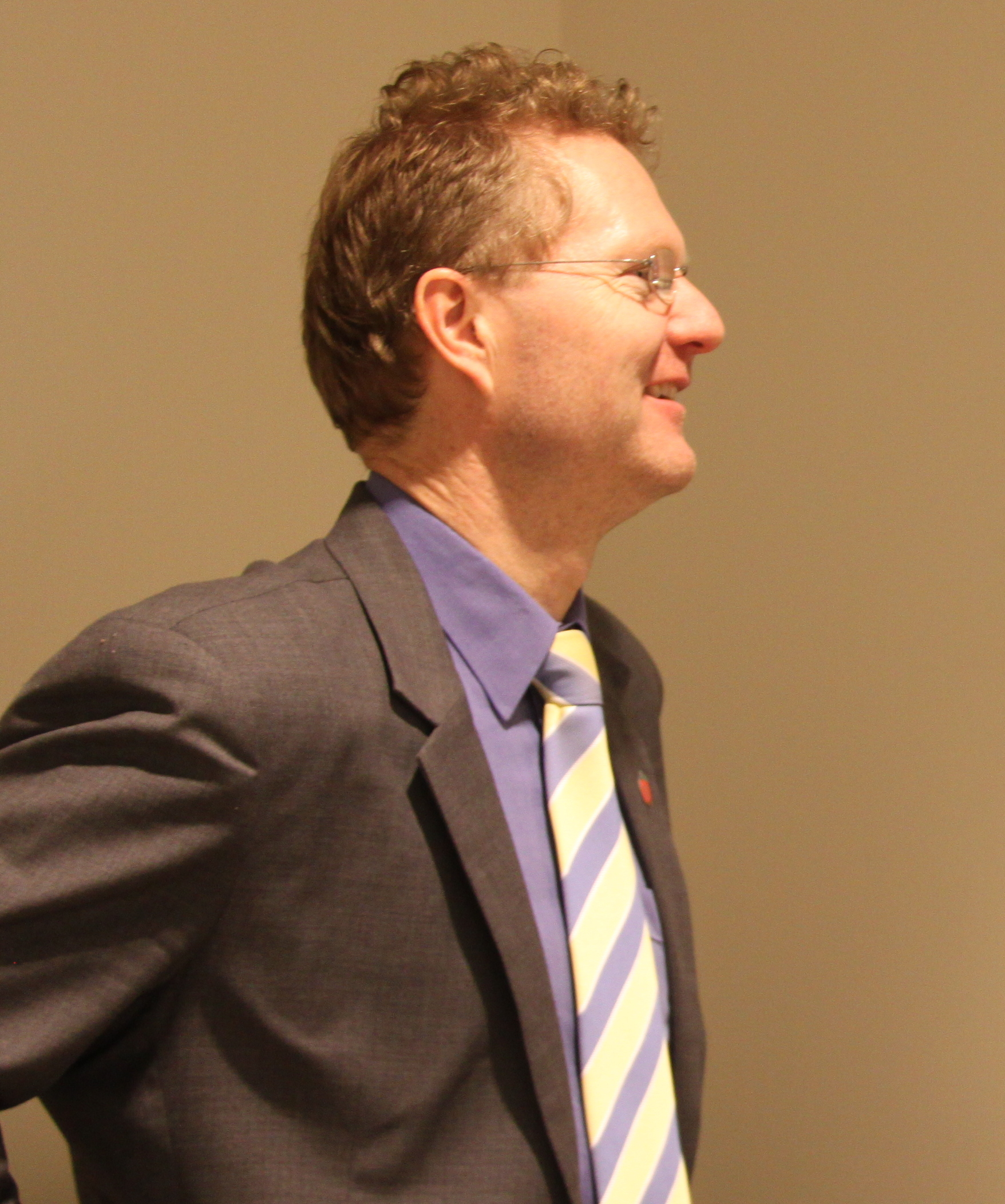
Tor André Johnsen, 2014

Tor André Johnsen (* 25. November 1968) ist ein norwegischer Politiker der rechten Fremskrittspartiet (FrP). Seit 2013 ist er Abgeordneter im Storting.

## Leben
Johnsen studierte, arbeitete und lebte in seiner Zeit außerhalb der Politik unter anderem in Deutschland, den Vereinigten Staaten und in Russland. Er wurde im Jahr 1985 FrP-Mitglied und war danach auf lokaler Ebene politisch aktiv. So saß er unter anderem in den Kommunalparlamenten von Ringsaker, Hamar und Stange. Im Jahr 1999 wurde Johnsen erstmals Abgeordneter im Fylkesting der damaligen Provinz Hedmark. Dort wurde er mehrfach wiedergewählt und er verabschiedete sich schließlich im Jahr 2015 aus dem Parlament.
Bei der Parlamentswahl 2013 zog er erstmals in das norwegische Nationalparlament Storting ein, nachdem er davor drei Mal den Einzug verpasst hatte und jeweils Vararepresentant wurde. Im Parlament vertritt er den Wahlkreis Hedmark. Dort wurde er zunächst Mitglied im Arbeits- und Sozialausschuss. Im Jahr 2015 erklärte Arve Kambe in seiner Funktion als Vorsitzender des Arbeits- und Sozialausschusses, dass Johnsen nur noch an Auslandsreisen des Ausschusses beteiligt sein darf, an denen alle Mitglieder teilnehmen. Somit solle er nicht in der Lage sein, den Ausschuss alleine oder fast alleine zu repräsentieren. Zuvor hatte Johnsen die Warnung des Inlandsnachrichtendienstes Politiets sikkerhetstjeneste (PST), sich nicht mehr mit gewissen Angestellten der russischen Botschaft zu treffen, ignoriert.
Im Oktober 2015 wechselte er während der laufenden Legislaturperiode in den Verkehrs- und Kommunikationsausschuss. Dort wurde Johnsen nach der Wahl 2017 erneut Mitglied. Im Anschluss an die Stortingswahl 2021 ging er in den Justizausschuss über.